# シリル・ノウルズ
シリル・バリー・ノウルズ（Cyril Barry Knowles, 1944年7月13日 - 1991年8月30日）は、イングランド・ウェスト・ヨークシャー・フィッツウィリアム出身のサッカー選手、サッカー指導者。元イングランド代表。ポジションはDF。

## 現役時代
1964年にミドルズブラFCからビル・ニコルソンの率いるトッテナム・ホットスパーFCへと4万5000ポンドの移籍金で加入。1960-61シーズンのダブルや1962-63シーズンのUEFAカップウィナーズカップ優勝に貢献したロン・ヘンリーの後釜として期待されると、移籍後は右サイドバックのジョー・キニアーと共に攻撃的な左サイドバックとして活躍。クロスプレーから数多くのチャンスを作り出し、4つの主要タイトル獲得に大きく貢献した。1976年に膝の怪我が原因で31歳の若さで現役を引退。通算507試合の出場はトッテナム史上4番目に多い出場数である。
1967年にサッカーイングランド代表で初キャップを記録。UEFA欧州選手権1968の代表メンバーにも選ばれた。

## 監督時代
1977年にドンカスター・ローヴァーズFCのコーチ、1981年に古巣ミドルズブラFCのアシスタントコーチを務めたのち、1983年に4部リーグに所属していたダーリントンFCの監督に就任。1984-85シーズンにクラブを3部昇格へと導いた。
1987年にトーキー・ユナイテッドFCの監督に就任。4部リーグの下位に沈んでいたクラブを上位へ導くと、1988-1989シーズンにはEFLトロフィー準優勝に導いた。
1989年にハートリプール・ユナイテッドFCの監督に就任。5部降格の危機に陥ったクラブを立て直し、4部残留に導くと、1990-91シーズンにはチームの3位、3部昇格に貢献した。1991年の2月に脳腫瘍を発症し、闘病生活に入ると、1990-91シーズンの終わりに監督を退任した。
1991年8月30日に47歳で死去。死去後の1995年にハートリプールがホームスタジアムの新しい客席スタンドにノウルズを讃え、シリル・ノウルズ・スタンドと命名した。

## ナイス・ワン・シリル
1972-73シーズンのリーグカップ決勝前にナイス・ワン・シリルという楽曲がCockerel Chorusというアーティストによりリリースされた。元々ノウルズの為の楽曲では無かったが、この楽曲がトッテナム・ホットスパーFCのファンによってノウルズを讃えるチャントとして選ばれることになり、トッテナムがリーグカップを優勝するとイギリスのオリコンチャートで14位にランクイン。以降ノウルズのチャントとして定着した。
2018年にはトッテナムに所属するソン・フンミンへ、「ナイス・ワン・ソニー」として歌われるなど、別のトッテナムのプレーヤーのチャントにも使われている。

## タイトル
トッテナム
- FAカップ:1966-67
- FAチャリティ・シールド:1967
- リーグカップ:1970-71,1972-73
- UEFAカップ:1971-72
- アングロ＝イタリアン・リーグカップ:1971